# بينو كيري
بينو كيري (بالألمانية: Benno Kerry)‏ هو عالم نفس وفيلسوف نمساوي، ولد في 11 ديسمبر 1858 في فيينا في النمسا، وتوفي بنفس المكان في 20 مايو 1889.